# Aleja Kasztanowa w Warszawie
Aleja Kasztanowa – aleja spacerowa na warszawskim Ursynowie, biegnąca częściowo wzdłuż ulicy K. Jeżewskiego.
Aleja składa się z dwóch części – jedna łączy ulicę Jana Rosoła z aleją Komisji Edukacji Narodowej, fragment drugiej przebiega wśród budynków między aleją a ulicą Stryjeńskich.

## Historia
Według legendy aleja powstała w 1815. Drogę prowadzącą z Góry Kalwarii do Wilanowa obsadzono wtedy kasztanowcami (którym zawdzięcza swą nazwę), aby zapewnić bezpieczeństwo Aleksandrowi I. Aleja po raz pierwszy pojawiała się na mapach w 1875.
W XIX wieku istniała tu cegielnia, dostarczająca cegły dla budowy pałacu Krasińskich i pałacu w Natolinie. W kolejnych latach właściciele gruntów sadzili tutaj kolejne gatunki drzew, dzięki czemu aleja jest ciekawym fragmentem przyrody w sąsiedztwie wielkich osiedli mieszkaniowych. Obecnie rosną tu m.in. kasztanowce zwyczajne, jabłonie, grusze i dęby szypułkowe.
Przy alei postawiono też w 1864 drewniany ok. trzymetrowy krzyż upamiętniający powstanie styczniowe.
W 2000 przy skrzyżowaniu z aleją KEN (w pobliżu ul. Kazimierza Jeżewskiego) odsłonięto pomnik pielgrzymki właściciela Kabat, rycerza Andrzeja Ciołka, do Santiago de Compostela w 1404.